# Shuvosaure
El shuvosaure (Shuvosaurus, gr. "rèptil de Sguvo") és un gènere extint de sauròpsids (rèptils) rauisucs poposàurids representat per una única espècie que va viure en el Triàsic superior, en el que avui és Estats Units.